# علم أورانج فري ستيت

علم أورانج فري ستيت.

كان علم أورانج فري ستيت هو العلم الرسمي لأورانج فري ستيت من عام 1857 إلى عام 1902. عندما اُستبدل بعلم مستعمرة نهر البرتقال.